# Операційний підсилювач

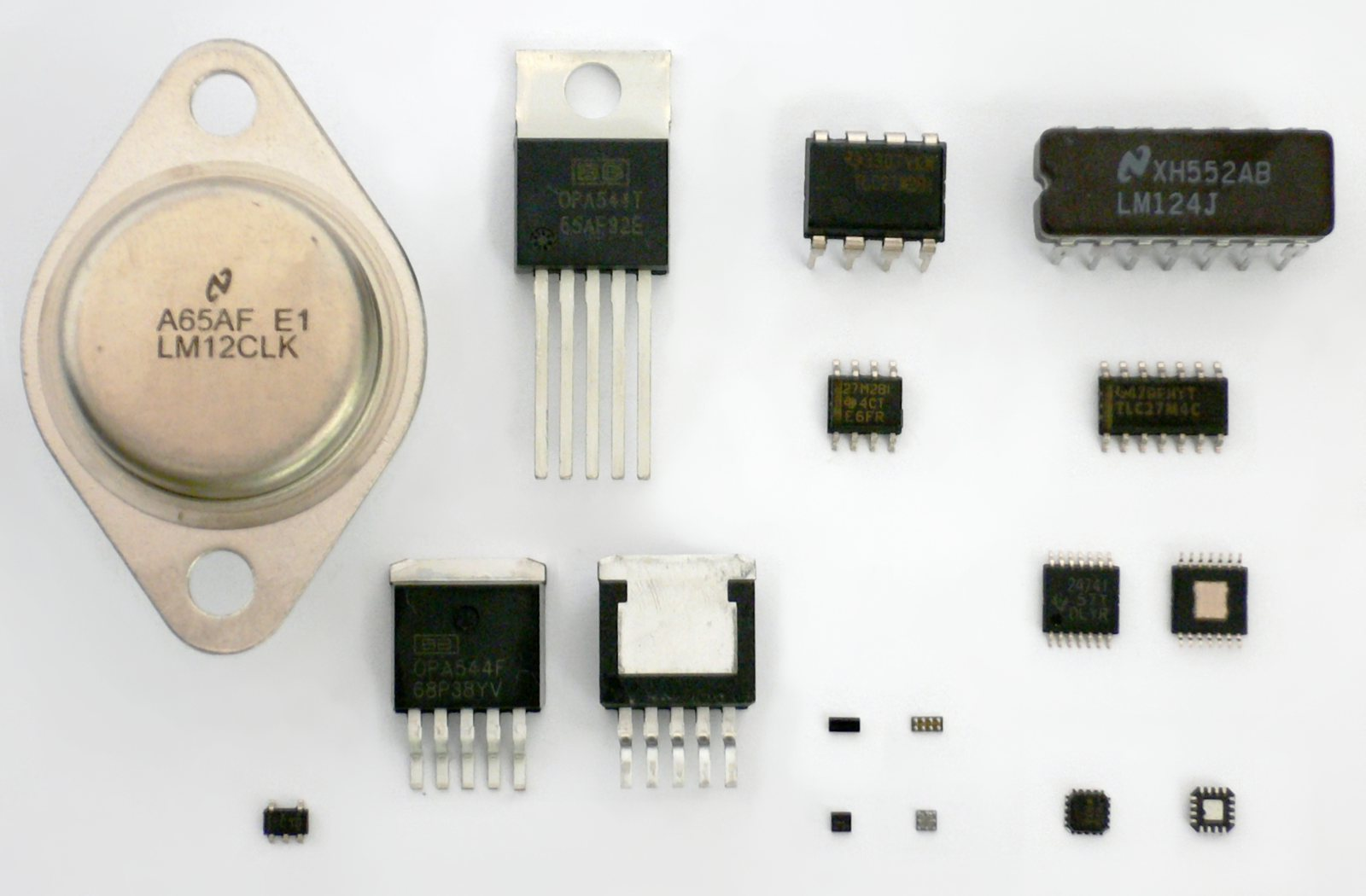
Різноманітні операційні підсилювачі, як в окремих корпусах, так і декілька в одному

Операці́йний підси́лювач, ОП (англ. operational amplifier) — підсилювач постійного струму з диференційним входом, що має високий коефіцієнт підсилення. Призначений для виконання різноманітних операцій над аналоговими сигналами, переважно, в схемах з негативним зворотним зв'язком (НЗЗ). Операційні підсилювачі застосовуються в різноманітних схемах радіотехніки, автоматики, інформаційно-вимірювальної техніки, — там, де необхідно підсилювати сигнали, в яких є постійна складова.
В даний час ОП отримали широке застосування, як у вигляді окремих мікросхем, так і у вигляді функціональних блоків — у складі складніших мікросхем. Така популярність обумовлена тим, що ОП є універсальним блоком з характеристиками, близькими до ідеальних, на основі якого можна побудувати безліч різноманітних електронних вузлів.

## Історія

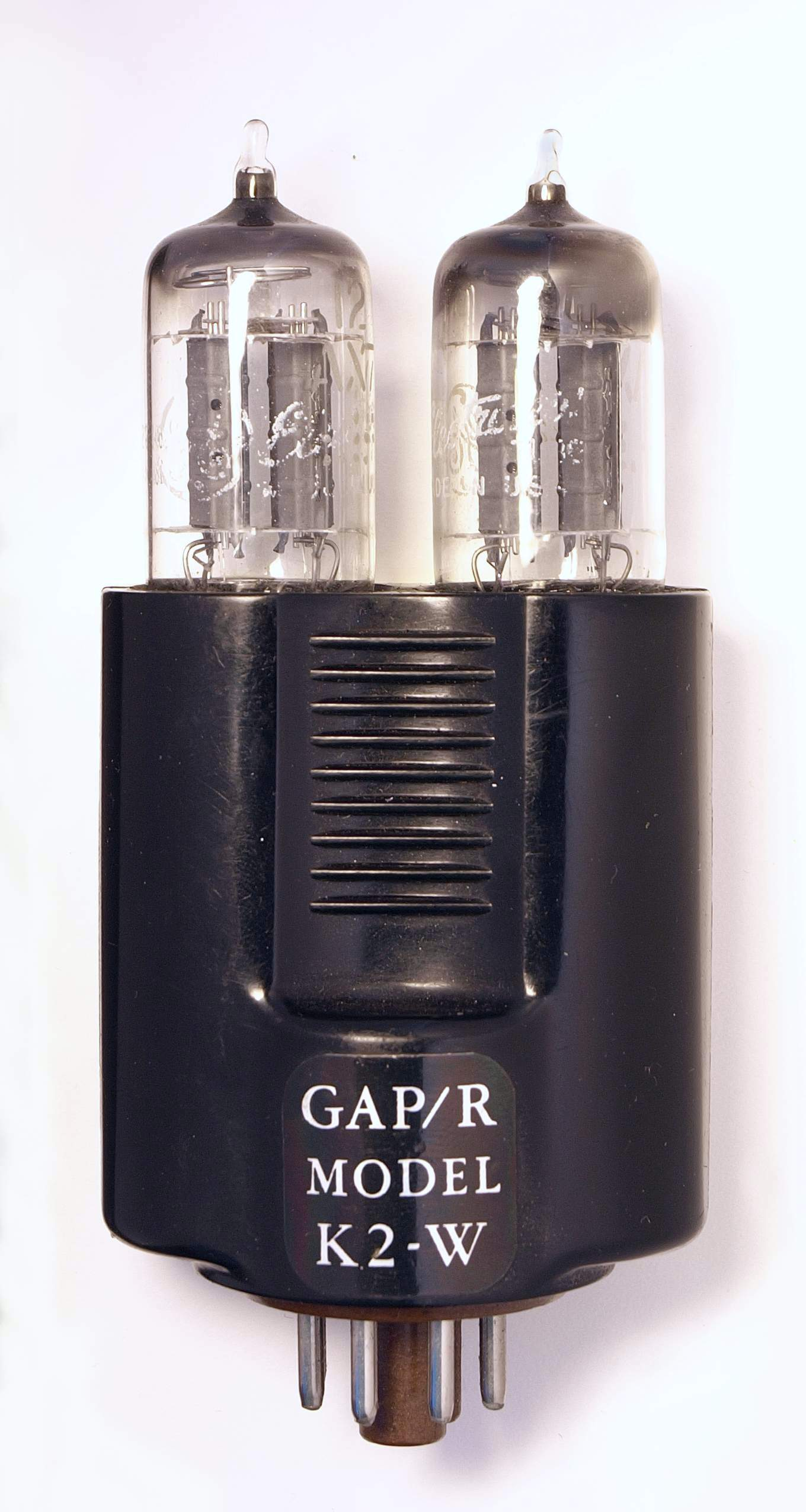
Ламповий операційний підсилювач K2-W.

Операційний підсилювач спочатку був спроектований для виконання математичних операцій (звідси його назва), шляхом використання напруги як аналогової величини. Такий підхід лежить в основі аналогових комп'ютерів, в яких ОП використовувалися для моделювання базових математичних операцій (додавання, віднімання, інтегрування, диференціювання і т. д.). Проте, ідеальний ОП є багатофункціональним схемотехнічним рішенням, окрім застосування для виконання математичних операцій, він має безліч інших застосувань. Реальні ОП є наближенням до ідеальних, базуються на транзисторах, електронних лампах, інших активних компонентах, і виготовляються у вигляді дискретних або інтегральних схем.

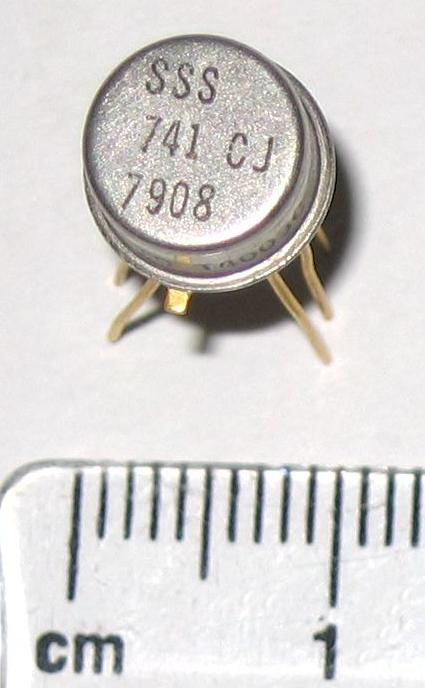
ОП в корпусі

Перший загальнодоступний ОП інтегрального виконання, був випущений ще в далеких 1960-х роках. Це був легендарний uA709 — ОП фірми Fairchild, виконаний за біполярною технологією. Він був розроблений Робертом Відларом (англ. Robert J. Widlar) в 1965 році. Майже відразу, на заміну uA709 з'явився 741, який мав кращі характеристики, був стабільніший і простіший у використанні. ОП uA741 виготовляється і донині, він став справді всюдисущим в електроніці — багато виробників випускають версії цієї класичної мікросхеми (їх можна впізнати по числу «741» в найменуванні). Пізніше, були розроблені ОП і на іншій елементній базі, зокрема, на польових транзисторах з p-n переходом (кінець 1970-х) і з ізольованим каналом (початок 1980-х), що дозволило істотно поліпшити ряд характеристик. Багато з сучасних ОП можуть бути встановлені в схеми, спроектовані для 741 без будь-яких допрацювань, при цьому характеристики схеми лише покращаться.
Застосування ОП в електроніці надзвичайно широке. Операційний підсилювач, ймовірно, є елементом, що найбільш часто зустрічається в аналоговій схемотехніці. Додавання лише декількох зовнішніх компонентів, робить з ОП конкретну схему аналогової обробки сигналів. Багато стандартних ОП коштують лише декілька центів (в крупних партіях), але підсилювачі з нестандартними характеристиками (інтегрального або дискретного виконання) можуть коштувати $100 і вище.

## Позначення

Позначення операційного підсилювача на схемах

Позначення операційного підсилювача на схемах за ГОСТ 2.759-82

На рисунку показане зображення ОП на схемах.
Де:
- V+ — неінвертуючий вхід;
- V- — інвертуючий вхід;
- Vout — вихід;
- Vs+ — плюс джерела живлення (також може позначатися як VDD, VCC, або VCC+)
- Vs- — мінус джерела живлення (також може позначатися як VSS, VEE, або VCC-).

Вказані п'ять виводів, має будь-який ОП, вони абсолютно необхідні для його функціонування. Окрім вказаних, деякі ОП можуть мати додаткові виводи, призначені для:
- встановлення струму спокою;
- частотної корекції;
- балансування (корекції зсуву) нуля;

і ряду інших функцій.
Виводи живлення (Vs+ і Vs-) можуть бути позначені по-різному, але, не залежно від позначень, їхнє призначеня залишається тим самим. Часто виводи живлення не малюють на схемі, щоб не захламлювати її неістотними деталями, при цьому, спосіб підключення цих виводів явно не вказується, або навіть вважається очевидним (особливо часто це відбувається, при зображенні одного ОП, з мікросхеми, що містить 4 ОП в одному корпусі, і має загальні виводи живлення для всіх чотирьох ОП). При позначенні ОП на схемах, можна міняти місцями інвертуючий і неінвертуючий входи, якщо це зручно; виводи живлення, як правило, завжди розміщують одним чином (позитивний вгорі).

## Живлення
У загальному випадку, ОП використовує біполярне живлення, тобто джерело живлення, що має три виводи, з потенціалами: U+ (до нього підключається Vs+), 0, і U- (до нього підключається Vs-).
Вивід джерела живлення з нульовим потенціалом, безпосередньо до ОП, зазвичай, не підключається, але, як правило, є загальною точкою схеми і використовується для створення зворотного зв'язку. Тому, часто, замість біполярного, використовується простіше, однополярне, джерело живлення, а загальна точка створюється штучно.
ОП здатні працювати в широкому діапазоні напруги джерела живлення, типове значення, для ОП загального застосування: від ±1,5 В до ±15 В (тобто U+ = 1,5…15 В, U- = -1,5…-15 В).

## Ідеальний операційний підсилювач
Щоб розглянути функціонування ОП в режимі зі зворотним зв'язком, необхідно спочатку ввести поняття ідеального операційного підсилювача. Ідеальний ОП є фізичною абстракцією, тобто не може реально існувати, проте дозволяє істотно спростити розгляд роботи схем на ОП, завдяки використанню простих математичних моделей.
Ідеальний ОП описується формулою (1) і має такі параметри:
| {\displaystyle V_{\mathrm {out} }=(V_{+}-V_{-})\cdot G_{\mathrm {openloop} },} | (1) |

1) нескінченно великий коефіцієнт підсилення з розімкненою петлею зворотного зв'язку Gopenloop;
2) нескінченний великий вхідний опір входів V- і V+ (іншими словами, струм, що протікає через ці входи, рівний нулю);
3) нульовий вихідний опір виходу ОП;
4) нескінченно велика швидкість наростання напруги на виході ОП;
5) смуга пропускання: від постійного струму до нескінченності.
Пункти 4 і 5, насправді випливають з формули (1), оскільки в неї не входять часові затримки і фазові зсуви.
З перерахованих параметрів випливає властивість ідеального ОП, яка спрощує розгляд схем з його використанням: ідеальний ОП, охоплений негативним зворотним зв'язком, підтримує однакову напругу на своїх входах. Тобто виконується рівність:
{\displaystyle V_{\!+}-V_{\!-}=0} (2)
В цьому легко переконатись. Припустимо, формула (2) невірна, і є невелика різниця напруги. Тоді, вхідна диференційна напруга, підсилена ОП, викликала б (унаслідок нескінченного коефіцієнта підсилення) нескінченно велику вихідну напругу, яка, відповідно до визначення ВЗЗ, ще зменшила б різницю вхідної напруги. І так до тих пір, поки рівність (2) не була б виконана. Відзначте, що вихідна напруга може бути будь-якою — вона визначається видом зворотного зв'язку і вхідною напругою.

### Простий неінвертуючий підсилювач на ОП
З розгляду принципу роботи ідеального ОП випливає дуже проста методика проектування схем: Нехай, необхідно побудувати електричну схему на ОП, з необхідними властивостями. Необхідні властивості, полягають, перш за все, в заданому стані виходу (вихідна напруга, вихідний струм і т. д.), який, можливо, залежить від якої-небудь вхідної дії. Для створення схеми потрібно підключити до ОП такий зворотний зв'язок, щоб при необхідному вихідному стані досягалася рівність напруги на входах ОП (інвертуючому і неінвертуючому), а зворотний зв'язок був би від'ємним.
Таким чином, необхідний стан системи буде стійким станом рівноваги, і система в ньому знаходитиметься необмежено довго. Користуючись цим спрощеним підходом, нескладно отримати просту схему підсилювача.
Від підсилювача потрібна наявність на виході напруги, що перевищує вхідну в K разів. Відповідно до приведеної вище методики, подамо на неінвертуючий вхід ОП сам вхідний сигнал, а на інвертуючий — вихідний сигнал, поділений в K разів резистивним подільником напруги.
Нехай, K = R1 / (R1 + R2)+R1*R2  — коефіцієнт передачі напруги резистивним подільником R1R2. Тоді, для неідеального ОП (з кінцевим коефіцієнтом підсилення Gopen-loop), маємо: V+ = Vin

V- = K • Vout

Vout = Gopen-loop • (Vin • K • Vout)

Вирішуючи дану систему відносно Vout / Vin, отримуємо:
Vout/Vin = Gopen-loop / (1 + Gopen-loop • K), тобто отримано підсилювач, коефіцієнт підсилення якого залежить від посилення ОП і номіналів резисторів. Якщо ж ОП має дуже великий коефіцієнт підсилення Gopen-loop (набагато більший, ніж 1/К), то коефіцієнт Gopen-loop у виразі скорочується і отримуємо простіший вираз:
Vout / Vin = 1 / К = 1 + (R2 / R1)
Таким чином, коефіцієнт передачі підсилювача, побудованого на ОП з чималим підсиленням, практично залежить лише від параметрів зворотного зв'язку. Ця корисна властивість, дозволяє проектувати системи з дуже стабільним коефіцієнтом передачі, необхідні, наприклад, при вимірюваннях і обробці сигналів.

### Просте включення ОП
Схема підключення ОП без зворотного зв'язку (з розімкненим зворотнім зв'язком). При такому підключенні, ОП працює як перемикач. До інвертуючого входу, через резистор, підключають землю (0 В). В результаті, якщо на вході Vin позитивна напруга, то на виході буде максимально підсилена позитивна напруга; якщо ж на вході Vin від'ємна напруга, то на виході буде максимально підсилена від'ємна напруга.
Розглянемо роботу ОП, як окремого диференційного підсилювача, тобто без включення в розгляд яких-небудь зовнішніх компонентів. В цьому випадку, ОП поводиться як звичайний підсилювач з диференційним входом, тобто його поведінка описується рівнянням:
{\displaystyle V_{\!{\text{out}}}=(V_{\!+}-V_{\!-})\,G_{\text{open-loop}}} (1)
де:
- Vout — напруга на виході;
- V+ — напруга на неінвертуючому вході;
- V- — напруга на інвертючому вході;
- Gopen-loop — коефіцієнт підсилення, при розімкнененій петлі зворотного зв'язку.

Всі напруги вимірюються відносно загальної точки схеми. Цей спосіб включення ОП (без зворотного зв'язку) практично не використовується [1], через властиві йому серйозні недоліки:
- коефіцієнт підсилення з розімкненим колом зворотного зв'язку Gopen-loop нормується в дуже широких межах і може змінюватися в тисячі разів (найбільше залежить від частоти сигналу і температури);
- коефіцієнт підсилення дуже великий (типове значення 106, на постійному струмі) і не піддається регулюванню.

## Відмінності реальних ОП від ідеального
Параметри ОП, що характеризують його неідеальність, можна розбити на групи.

### Параметри за постійним струмом
- Обмежене посилення: коефіцієнт Gopen-loop не нескінченний (типове значення 105 — 106,на постійному струмі). Цей ефект помітно виявляється лише у випадках, коли коефіцієнт передачі каскаду з ОП відрізняється від параметра Gopen-loop в невелике число разів (посилення каскаду відрізняється від Gopen-loop на 1 — 2 порядки, або ще менше).
- Ненульовий вхідний струм (або, що майже те ж саме, обмежений вхідний опір): типові значення вхідного струму становлять 10−9 — 10−12 А. Це накладає обмеження на максимальне значення опорів в ланцюзі зворотного зв'язку, а також на можливості узгодження по напрузі з джерелом сигналу. Деякі ОП, мають на вході додаткові кола, для захисту входу від надмірної напруги — ці кола, можуть значно погіршувати вхідний опір. Тому деякі ОП випускаються в захищеній і незахищеній версіях.
- Ненульовий вихідний опір. Дане обмеження не має великого значення, оскільки наявність зворотного зв'язку, ефективно зменшує вихідний опір каскаду на ОП (практично, до скільки завгодно малих значень).
- Ненульова напруга зсуву: вимога, про рівність вхідної напруги в активному стані, для реальних ОП виконується не зовсім точно — ОП прагне підтримувати між своїми входами не точно нуль вольт, а деяку невелику напругу (напруга зсуву). Іншими словами, реальний ОП поводиться як ідеальний ОП, у якого всередині, послідовно з одним із входів, включений генератор напруги, з ЕРС Uзм. Напруга зсуву — дуже важливий параметр, він обмежує точність ОП, наприклад, при порівнянні двох напруг. Типові значення Uзм становлять 10−3 — 10−6 В.
- Ненульове підсилення синфазного сигналу. Ідеальний ОП підсилює лише різницю вхідної напруги, сама напруга значення не має. В реальних ОП, значення вхідної синфазної напруги має деякий вплив на вихідну напругу. Цей ефект визначається таким параметром, як коефіцієнт ослаблення синфазного сигналу (КОСС, англ. common-mode rejection ratio, CMRR), який показує, в скільки разів приріст напруги на виході менший, ніж приріст синфазної напруги на вході, що його викликала. Типові значення: 104 — 106.

### Параметри за змінним струмом
- Обмежена смуга пропускання. Будь-який підсилювач має обмежену смугу пропускання, але чинник смуги особливо значущий для ОП, оскільки вони мають внутрішню частотну корекцію, для збільшення запасу по фазі.
- Ненульова вхідна ємність. Утворює паразитний фільтр низьких частот.

### Нелінійні ефекти
- Насичення — обмеження діапазону можливих значень вихідної напруги. Звичайна вихідна напруга не може вийти за межі напруги живлення. Насичення відбувається тоді, коли вихідна напруга «повинна бути» більшою за максимальну, або меншою від мінімальної вихідної напруги. ОП не може вийти за межі, і виступаючі частини вихідного сигналу «зрізаються» (тобто обмежуються).
- Обмежена швидкість наростання. Вихідна напруга ОП не може змінитися миттєво. Швидкість зміни вихідної напруги вимірюється у вольтах за мікросекунду, типові значення 1 — 100 В/мкс. Параметр обумовлений часом, необхідним для перезаряджання внутрішніх ємностей ОП.

### Обмеження, обумовлені живленням
- Обмежений вихідний струм. Більшість ОП широкого застосування, мають вбудований захист від перевищення вихідного струму. Типове значення максимального струму — 25 мА. Захист запобігає перегріву, і виходу ОП з ладу.
- Обмежена вихідна потужність. Більшість ОП призначені для застосувань не вимогливих до потужності: опір навантаження не повинен бути меншим 2 кОм.

## Класифікація ОП

### За типом елементної бази
- На біполярних транзисторах
- На польових транзисторах

### За галуззю застосування
Операційні підсилювачі, що випускаються промисловістю, постійно удосконалюються, параметри ОП наближаються до ідеальних. Проте, поліпшити всі параметри одночасно технічно неможливо, або недоцільно через дорожнечу отриманої  інтегральної мікросхеми. Для того, щоб розширити область застосування ОП, випускаються різні їх типи, в кожному з яких один або декілька параметрів є видатними, а інші на звичайному рівні (або навіть трохи гірші). Це виправдано, оскільки, залежно від сфери застосування, від ОП потрібне високе значення того або іншого параметра, а не всіх їх відразу. Звідси випливає класифікація ОП по областях застосування.
- Індустріальний стандарт. Так називають широко вживані, дуже дешеві ОП загального застосування з середніми характеристиками. Приклад: Lm324.
- Прецизійні ОП мають дуже малу напругу зсуву, застосовуються в точних вимірювальних схемах. Зазвичай ОП на біполярних транзисторах за цим показником дещо кращі, ніж на польових. Також, від прецизійних ОП потрібна довготривала стабільність параметрів. Виключно малими зсувами володіють стабілізовані перериванням ОП. Приклад: Ad707 [2], у якого напруга зсуву становить 15 мкВ.
- ОП з малим вхідним струмом. Всі ОП, що мають польові транзистори на вході, мають малий вхідний струм. Але серед них існують спеціальні ОП, — з виключно малим вхідним струмом. Щоб повністю реалізувати їхні переваги, при проектуванні пристроїв з їх використанням, необхідно навіть враховувати витік струму по друкованій платі. Приклад: Ad549, у якого вхідний струмом становить 6 • 10−14 А.
- Мікропотужні і програмовані ОП мають малий струм споживання. Такі ОП не можуть бути швидкодіючими, оскільки малий споживаний струм і висока швидкодія — взаємовиключні вимоги. Програмованими називаються ОП, для яких всі внутрішні струми спокою можна задати за допомогою зовнішнього струму, що подається на спеціальний вивід ОП.
- Потужні (сильнострумні) ОП, можуть віддавати великий струм в навантаження.
- Високовольтні ОП. Всі напруги для них (живлення, синфазна вхідна, максимальна вихідна) значно більші, ніж для ОП широкого застосування.
- Швидкодіючі ОП. Мають високу швидкість наростання і частоту одиничного підсилення. Такі ОП не можуть бути мікропотужними.

Можливі також комбінації даних категорій, наприклад, прецизійний швидкодіючий ОП.